# Agorà romana di Delfi
L'Agorà Romana è il primo edificio che si incontra oggi entrando nel sito archeologico del santuario di Apollo a Delfi.

## Descrizione
I primi edifici in rovina che il visitatore vede entrando nel recinto del santuario di Apollo a Delfi è una grande piazza rettangolare pavimentata, che era circondata da portici ionici sui suoi tre lati, mentre lungo il lato meridionale era formata una sorta di corridoio. La piazza fu costruita in epoca romana, ma i resti visibili attualmente lungo i lati nord e nord-ovest risalgono al periodo tardo antico. Nello spazio all'aperto vi era probabilmente un mercato all'aperto, dove i visitatori potevano acquistare ex voto e altri oggetti cultuali necessari. Nella tarda antichità, nell'agorà furono create anche opere di artigiani.

## Galleria d'immagini

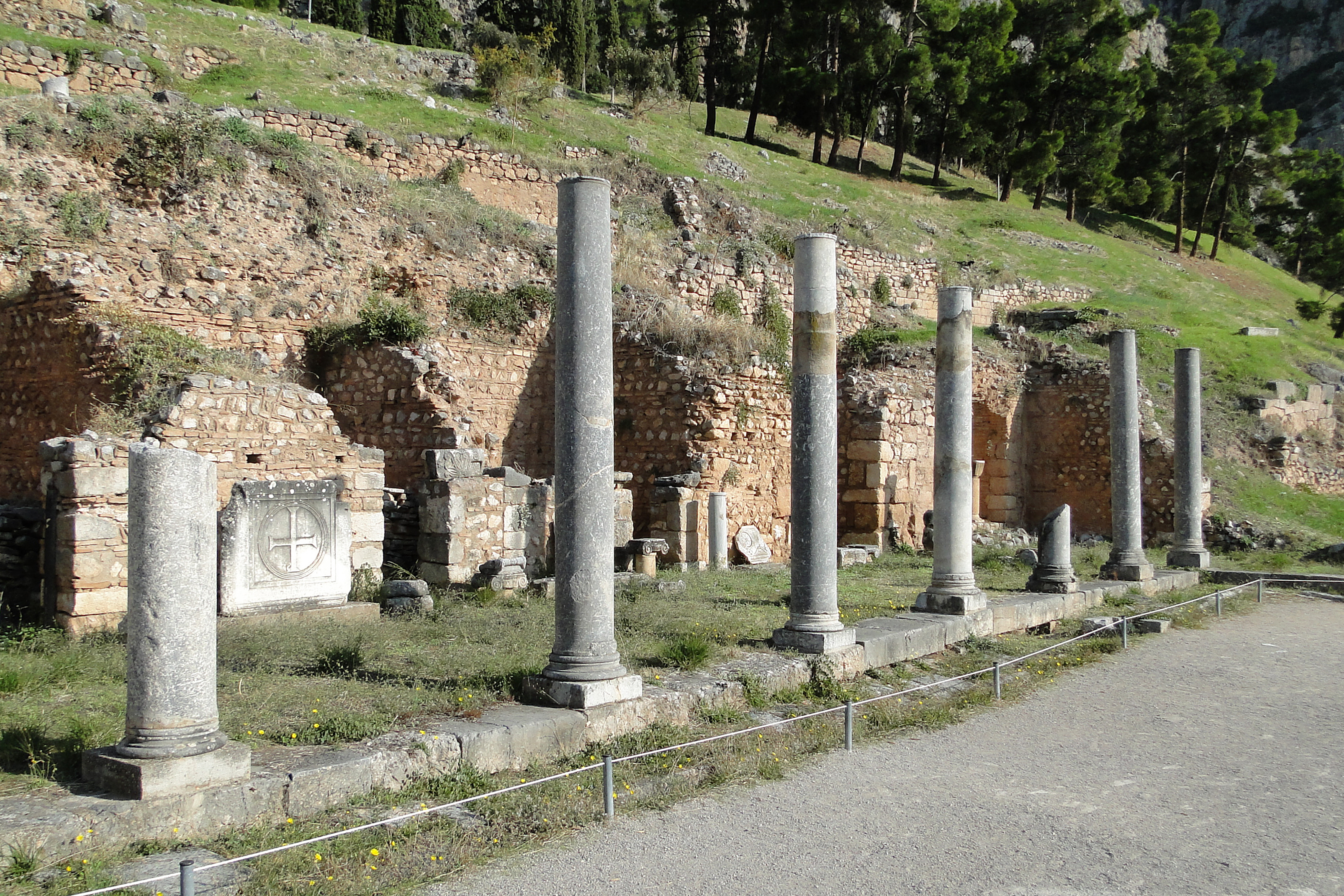
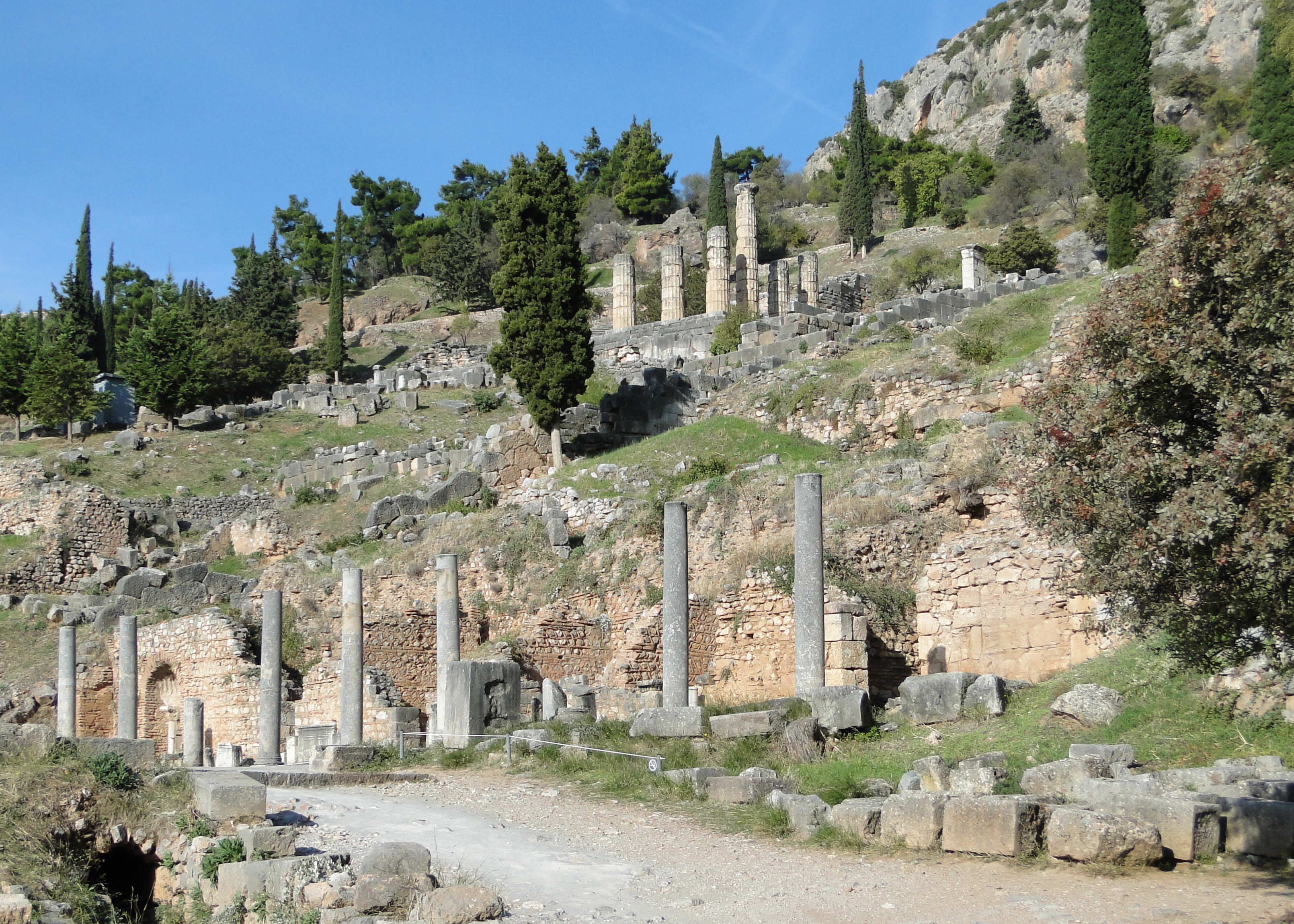